# Cosmethis rotundata
Cosmethis rotundata är en fjärilsart som beskrevs av Butler 1877. Cosmethis rotundata ingår i släktet Cosmethis och familjen mätare. Inga underarter finns listade i Catalogue of Life.